# حافلات الرياض
شبكة حافلات الرياض شبكة متكاملة من المسارات والحافلات والمحطات في مدينة الرياض. وتتكامل مع قطار الرياض لتكوين شبكة نظام النقل العام في المدينة.
وتتكون مسارات الشبكة من مستويات وهي (خطوط الحافلات ذات المسار المخصص، خطوط الحافلات العادية، خطوط الحافلات المغذية).كما تتضمن على عدد من المحطات مقسمة على أربع فئات. وعدد من المواقع لمواقف السيارات (أوقف وأركب).

## المسارات

### خطوط الحافلات ذات المسار المخصص
وتمثل المستوى الأول من الشبكة بحافلات بطول 18 متر للحافلة وبعدد محطات يبلغ 103 محطة على طول المسارات التالية:
- مسار طريق الخرج - طريق صلاح الدين الأيوبي- طريق الملك عبد العزيز - طريق الأمير سعود بن محمد بن مقرن بطول 42 كيلومتر.
- مسار طريق حمزة بن عبد المطلب – طريق ديراب – طريق الأمير محمد بن عبد الرحمن بطول 23,5 كيلومتر.
- مسار طريق خالد بن الوليد حتى طريق خريص - شارع الإمام الشافعي حتى التقاءه بطريق الأمير سعد بن عبد الرحمن الأول بطول 12 كيلومتر

### خطوط الحافلات العادية
وتمثل المستوى الثاني من الشبكة وتشمل الحافلات العادية التي تربط الأحياء السكنية ببعضها البعض عبر مناطق المدينة، وهي 19 مساراً بطول إجمالي يبلغ 904 كيلومتر، تسير على العديد من الشوارع.

### خطوط الحافلات المغذّية
المستوى الثالث من شبكة الحافلات داخل الأحياء السكنية على مسارات بطول 825 كيلومتر تغطي معظم أحياء مدينة الرياض.

## إطلاق الخدمة
المرحلة الأولى: تم إطلاق المرحلة الأولى للحافلات يوم 19 مارس 2023م والتي تتضمن تشغيل أكثر من 340 حافلة عبر 633 محطة ونقطة توقف، حيث تشمل 15 مساراً ضمن مسارات شبكة الحافلات والتي يبلغ إجماليها 86 مساراً.
المرحلة الثانية: في 19 يونيو 2023 أعلنت الهيئة الملكية لمدينة الرياض المرحلة الثانية من خدمة حافلات الرياض، ضمن مشروع الملك عبد العزيز للنقل العام بمدينة الرياض، بإضافة 9 مسارات، و223 حافلة تخدم الركاب في العديد من أحياء مدينة الرياض عبر 500 محطة ونقطة توقف جديدة، إضافة لتمديد مسار رقم 11 والمخصص للحافلات ذات المسار المخصص. وذكرت الهيئة بأن إجمالي المسارات سيصل إلى 24 مساراً تُخدم من قبل 560 حافلة تغطي أكثر من 1100 محطة ونقطة توقف، بطول 1120 كيلومتراً من إجمالي الشبكة البالغ طولها 1900 كيلومتر.
المرحلة الثالثة: بدء تشغيل المرحلة الثالثة من خدمة حافلات الرياض ضمن مشروع الملك عبد العزيز للنقل العام بمدينة الرياض في 19 أغسطس 2023، بإضافة 9 مسارات تخدم الركاب في العديد من أحياء مدينة الرياض عبر 33 مساراً تُخدم من قبل 565 حافلة تغطي أكثر من 1611 محطة ونقطة توقف، بطول 1284 كيلومتراً من إجمالي الشبكة البالغ طولها 1900 كيلومتر.
المرحلة الرابعة: بدء تشغيل المرحلة الرابعة من خدمة حافلات الرياض ضمن مشروع الملك عبد العزيز للنقل العام بمدينة الرياض في 19 أكتوبر 2023،بإضافة 7 مسارات تخدم الركاب في العديد من أحياء مدينة الرياض عبر 40 مساراً تُخدم من قبل 614 حافلة تغطي أكثر من 1632 محطة ونقطة توقف،
واكتملت الشبكة الرئيسة ل حافلات الرياض في ديسمبر 2023 بإطلاق المرحلة الخامسة، ويصل إجمالي عدد المسارات الى 54 مساراً تُخدم من خلال 679 حافلة، وعبر 2145 محطة ونقطة توقف.

## ركوب الحافلة
يتطلب استخدام الحافلة قيام الراكب (عمر أكبر من 6 سنوات) بالدفع من خلال الدفع غير التلامسي عبر البطاقات البنكية أو بواسطة التذاكر مسبقة الدفع، وتتوفر خيارات ركوب ووسائل دفع متعددة ، منها تذاكر شهرية، أسبوعية، أو يومية من خلال تطبيق "درب"، وأيضا يمكن استخراج بطاقة "درب" الذكية من خلال آلات بيع التذاكر في محطات النقل العام.  